# Dick Van Dyke
Richard Wayne Van Dyke, detto Dick (West Plains, 13 dicembre 1925), è un attore, comico e showman statunitense, noto per la sua partecipazione al film Mary Poppins, in cui interpretò lo spazzacamino Bert e il direttore della banca di Londra, il signor Dawes, e in seguito per il ruolo del dottor Mark Sloan nella serie TV Un detective in corsia.
Vincitore di un Tony ed un Grammy, è stato il protagonista della serie di successo The Dick Van Dyke Show, per la quale conquistò tre Emmy Awards.

## Biografia

### Gioventù
Figlio di Loren Wayne "Cookie" Van Dyke, venditore per la Sunshine Biscuit Company e di Hazel Vorice McCord, era fratello di Jerry Van Dyke, anche lui attore. Nacque a West Plains, Missouri, e crebbe a Danville, in Illinois. Dal 1931 frequentò le scuole elementari a Danville, e nel 1938 seguì la famiglia che si trasferì a Crawfordsville, per due anni; ritornato a Danville nel 1940, vi frequentò il liceo.
Da bambino la passione per i film di Stanlio e Ollio lo convinse a entrare nel mondo dello spettacolo; dopo essere apparso in diverse recite al liceo, e in alcuni spettacoli teatrali della comunità, Van Dyke si arruolò nell'Aviazione degli Stati Uniti durante la seconda guerra mondiale. Durante il servizio militare partecipò ad alcuni spettacoli e lavorò come speaker radiofonico.

### Carriera televisiva

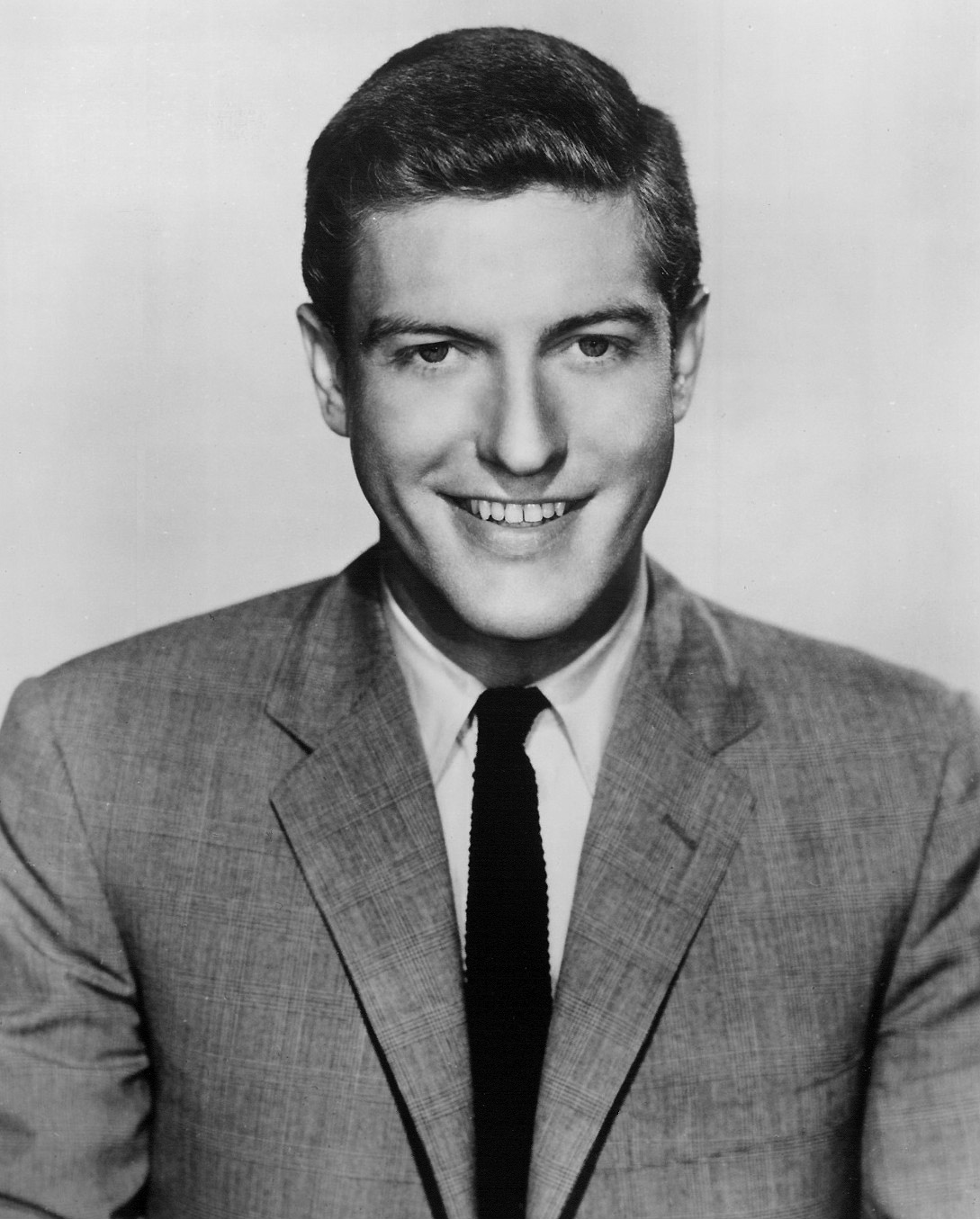
Dick Van Dyke nel 1959

Dopo aver partecipato ad alcune commedie prodotte da emittenti televisive locali ad Atlanta e New Orleans, nel 1956 Van Dyke firmò un contratto con la CBS; il suo esordio fu come ospite al primo show di cartoni animati della televisione, The CBS Cartoon Theater, composto di 13 episodi che andarono in onda nell'estate di quello stesso anno. Apparve anche in numerosi giochi televisivi e talk show, sia come conduttore sia come ospite. Il suo esordio come attore fu in un episodio de The Phil Silvers Show.
In seguito lasciò la CBS per Broadway, dove nel 1960 fu protagonista con Chita Rivera del musical Bye Bye Birdie. Lo spettacolo fu un grande successo al botteghino, vinse un Tony Award per la sua interpretazione e gli permise di farsi notare da Carl Reiner, che lo ingaggiò per il ruolo di Rob Petrie nella sitcom della CBS The Dick Van Dyke Show, andata in onda tra il 1961 ed il 1966. Nel 1969 lo stesso Reiner lo diresse nel film The Comic, accanto a Michele Lee e Mickey Rooney.
La sitcom era incentrata su uno staff di scrittori all'opera per The Alan Brady Show, un varietà televisivo concettualmente ispirato a Your Show of Shows, grande successo degli anni cinquanta. Lo show, diviso tra le vicende casalinghe e quelle di ufficio, fece diventare una star la giovane Mary Tyler Moore nel ruolo di Laura. Inizialmente Reiner aveva intenzione di impersonare Rob Petrie ma, dopo alcune prove, capì di non essere adatto a quel ruolo. Reiner allora optò per la parte di Alan Brady, personaggio licenziosamente ispirato a Sid Caesar. Per il ruolo di Rob Petrie, Van Dyke vinse tre Emmy Award: The Dick Van Dyke Show andò avanti per cinque stagioni. Tra il 1971 e il 1974 ha partecipato alla serie Le pazze storie di Dick Van Dyke.
In anni più recenti (1993-2003) ha rinnovato la popolarità con la serie TV Un detective in corsia. Nel 2006 è stato protagonista nel film, prodotto per il canale televisivo Hallmark Channell Movie, Murder 101, che ebbe tre seguiti tra il 2007 e il 2008.

### Carriera cinematografica

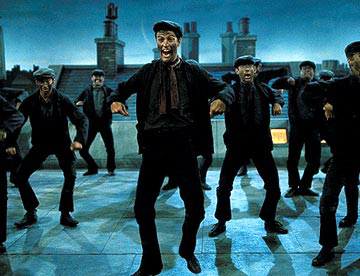
Dick Van Dyke nel ruolo di Bert in Mary Poppins (1964)

Van Dyke iniziò la sua carriera nel mondo del cinema nel 1963 con un ruolo da protagonista, accanto a Janet Leigh, nel film Ciao, ciao Birdie di George Sidney, trasposizione dello stesso musical che lo aveva reso celebre al grande pubblico. Nonostante fosse scontento di come era avvenuto il passaggio su pellicola, poiché l'attenzione maggiore veniva rivolta al personaggio interpretato da Ann-Margret, il film riscosse un grande successo. Questa esperienza fu seguita da un'apparizione nei film La signora e i suoi mariti (1964) di J. Lee Thompson, con protagonista Shirley MacLaine e che non ebbe buoni riscontri, e Mary Poppins (1964), diretto da Robert Stevenson e prodotto da Walt Disney, dove l'attore si cimentò in un doppio ruolo: quello del giovane Bert, poliedrico artista di strada nonché spazzacamino (probabilmente il personaggio più identificativo della sua carriera cinematografica), e quello dell'anziano signor Dawes, severo proprietario della banca in cui lavora il padre dei due bambini protagonisti.
Il suo tentativo di riprodurre un accento cockney venne considerato all'epoca piuttosto ridicolo, soprattutto in Gran Bretagna, ma comunque la sua interpretazione complessiva fu oggetto di molte lodi, anche per la sua abilità nel cantare e nel danzare. Il film ottenne un enorme successo e cinque premi Oscar, da ricordare tra tutti quelli alla esordiente coprotagonista Julie Andrews e agli effetti speciali per le molteplici innovazioni, che sorpresero critica e pubblico; altra fonte di soddisfazione per Van Dyke fu che una delle "sue" canzoni, Chim Chim Cher-ee (in italiano Cam Caminì), fece vincere l'Oscar ai fratelli Sherman, compositori della colonna sonora. Nel 1966 prese parte a un'altra produzione disneyana, Il comandante Robin Crusoe di Byron Paul, accanto a Nancy Kwan. In quegli anni interpretò varie pellicole di genere brillante, non tutte di successo, tra cui L'arte di amare (1965) di Norman Jewison, Divorzio all'americana (1967) di Bud Yorkin, Ladri sprint (1967) di Delbert Mann e L'incredibile furto di Mr. Girasole (1968) di Jerry Paris. Nel 1968 tornò alla commedia musicale, questa volta con ottimi riscontri di pubblico ed accanto a Sally Ann Howes, interpretando il signor Caractacus Potts, protagonista del film Citty Citty Bang Bang di Ken Hughes, cui seguirono altri film che, nonostante qualche apprezzamento della critica, si rivelarono dei sostanziali fiaschi al botteghino: Some Kind of a Nut (1969) di Garson Kanin, il citato The Comic (1969) di Carl Reiner e Una scommessa in fumo (1971) di Norman Lear. In seguito Van Dyke diradò molto le sue apparizioni sul grande schermo, tra cui si segnala un ruolo inusuale in Dick Tracy (1990) di Warren Beatty, per privilegiare le partecipazioni in varie produzioni televisive.
Dopo vari anni di assenza dal cinema, nel 2006 uscì Una notte al museo di Shawn Levy, in cui interpretò uno dei tre guardiani notturni di un museo, le cui attrattive prendono appunto vita dal tramonto all'alba; nel film, in cui il protagonista era Ben Stiller, Van Dyke venne affiancato da Mickey Rooney e Bill Cobbs. Nello stesso anno partecipò anche come doppiatore in Curioso come George. L'attore apparve anche nel sequel del 2014, Notte al museo - Il segreto del faraone, sempre con la regia di Levy. Nel 2018 gli viene assegnato un cameo ne Il ritorno di Mary Poppins di Rob Marshall, in cui interpretò il signor Dawes Jr., anziano proprietario della banca.

## Vita privata
Si sposò nel 1948 con Marjorie Willett dalla quale ebbe 4 figli: Christian, Barry (che ha lavorato con lui nella serie Un detective in corsia), Stacy e Carrie Beth. I due divorziarono nel 1984 dopo una lunga separazione. Nel 1976 Van Dyke si legò all'attrice Michelle Triola con cui rimase fino alla morte di lei, avvenuta nel 2009 per un cancro ai polmoni. Nel 2012 sposò la sua truccatrice Arlene Silver.. È nonno di Shane Van Dyke, il quale nel 2001 lo ha reso bisnonno per la prima volta. Ha poi un altro nipote di nome Phillip, anche lui attore.
Nel dicembre 2024 prese parte al video musicale della canzone All My Love dei Coldplay, prodotto insieme alla moglie Arlene.

## Filmografia

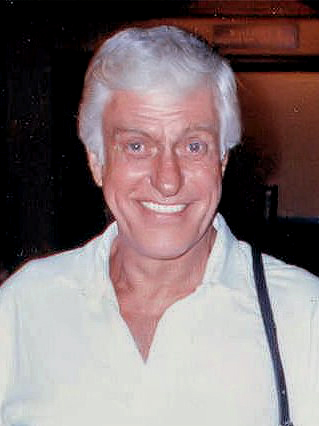
Dick Van Dyke ai Premi Emmy 1988

### Cinema

#### Attore
- Ciao, ciao Birdie (Bye Bye Birdie), regia di George Sidney (1963)
- La signora e i suoi mariti (What a Way to Go!), regia di J. Lee Thompson (1964)
- Mary Poppins, regia di Robert Stevenson (1964)
- L'arte di amare (The Art of Love), regia di Norman Jewison (1965)
- Il comandante Robin Crusoe (Lt. Robinson Crusoe, U.S.N.), regia di Byron Paul (1966)
- Divorzio all'americana (Divorce American Style), regia di Bud Yorkin (1967)
- Ladri sprint (Fitzwilly), regia di Delbert Mann (1967)
- L'incredibile furto di Mr. Girasole (Never a Dull Moment), regia di Jerry Paris (1968)
- Citty Citty Bang Bang (Chitty Chitty Bang Bang), regia di Ken Hughes (1968)
- Some Kind of a Nut, regia di Garson Kanin (1969)
- The Comic, regia di Carl Reiner (1969)
- Una scommessa in fumo (Cold Turkey), regia di Norman Lear (1971)
- Uno strano caso di omicidio (The Runner Stumbles), regia di Stanley Kramer (1979)
- Dick Tracy, regia di Warren Beatty (1990)
- Una notte al museo (Night at the Museum), regia di Shawn Levy (2006)
- The Caretaker 3D, cortometraggio, regia di Sean Isroelit (2010)
- Una fantastica e incredibile giornata da dimenticare (Alexander and the Terrible, Horrible, No Good, Very Bad Day), regia di Miguel Arteta (2014)
- Notte al museo - Il segreto del faraone (Night at the Museum: Secret of the Tomb), regia di Shawn Levy (2014)
- Merry Xmas, cortometraggio, regia di Boman Modine (2015)
- Life Is Boring, regia di Chip Godwin (2016)
- Stars in Shorts: No Ordinary Love, registi vari (2016)
- Buttons, regia di Tim Janis (2018)
- Il ritorno di Mary Poppins (Mary Poppins Returns), regia di Rob Marshall (2018)

#### Doppiatore
- Tubby the Tuba, regia di Alexander Schure (1975)

### Televisione
- The Phil Silvers Show – serie TV, 2 episodi (1957-1958)
- The United States Steel Hour – serie TV, 1 episodio (1959)
- Alfred Hitchcock presenta (Alfred Hitchcock Presents) – serie TV, episodio 5x23 (1960)
- New Comedy Showcase – serie TV, 1 episodio (1960)
- Look Up and Live – serie TV, 3 episodi (1960)
- The Dick Van Dyke Show – serie TV, 158 episodi (1961-1966)
- The Bill Cosby Show – serie TV, 1 episodio (1971)
- I'm a Fan – film TV (1972)
- Le pazze storie di Dick Van Dyke (The New Dick Van Dyke Show) – serie TV, 72 episodi (1971-1974)
- The Morning After – film TV (1974)
- Colombo (Columbo) – serie TV, episodio 4x02 (1974)
- The Carol Burnett Show – serie TV, 11 episodi (1977)
- Supertrain – serie TV, 1 episodio (1979)
- Harry's Battles – film TV (1981)
- Papà cambia vita (Drop-Out Father) – film TV (1982)
- The Country Girl – film TV (1982)
- Found Money – film TV (1983)
- American Playhouse – serie TV, 1 episodio (1985)
- Autostop per il cielo (Highway to Heaven) – serie TV, episodio 3x15 (1987)
- Medicina amara (Strong Medicine) – film TV (1987)
- Ghost of a Chance – film TV (1987)
- Airwolf – serie TV, 1 episodio (1987)
- The Van Dyke Show – serie TV, 10 episodi (1988)
- Cuori senza età (The Golden Girls) – serie TV, 1 episodio (1989)
- Matlock – serie TV, 2 episodi (1986-1990)
- Daughters of Privilege – film TV (1991)
- Due come noi (Jake and the Fatman) – serie TV, 1 episodio (1991)
- Diagnosi di un delitto (Diagnosis Murder: Diagnosis of Murder) – film TV (1992)
- Diagnosis Murder: The House on Sycamore Street – film TV (1992)
- Chairman's Choice – film TV (1993)
- A Twist of the Knife – film TV (1993)
- Coach – serie TV, 1 episodio (1993)
- Un detective in corsia (Diagnosis: Murder) – serie TV, 178 episodi (1993-2001)
- Becker – serie TV, episodio 1x13 (1999)
- Sabrina, vita da strega (Sabrina, the Teenage Witch) – serie TV, 1 episodio (2000)
- The Wonderful World of Disney – serie TV, 1 episodio (2001)
- Diagnosis Murder: Town Without Pity – film TV (2002)
- Diagnosis Murder: Without Warning – film TV (2002)
- Scrubs - Medici ai primi ferri (Scrubs) – serie TV, 1 episodio (2003)
- The Gin Game – film TV (2003)
- The Alan Brady Show – film TV, solo voce (2003)
- The Dick Van Dyke Show Revisited – film TV (2004)
- Lezioni di giallo - Fino a prova contraria (Murder 101) – film TV (2006)
- Lezioni di giallo - Il frutto dell'ambizione (Murder 101: College Can Be Murder) – film TV (2007)
- Lezioni di giallo - Il purosangue (Murder 101: If Wishes Were Horses) – film TV (2007)
- Lezioni di giallo - Il mistero della sala chiusa (Murder 101: New Age) – film TV (2008)
- The Middle – serie TV, 1 episodio (2015)
- The Dick Van Dyke Show: Now in Living Color! – film TV (2016)
- The Dick Van Dyke Show: Now in Living Color! – film TV (2017)
- Il tempo della nostra vita (Days of Our Lives) – soap opera (2023)

## Riconoscimenti parziali
- Golden Globe
  - 1965 – Candidatura al migliore attore in un film commedia o musicale per Mary Poppins
  - 1972 – Candidatura al migliore attore in una serie commedia o musicale per Le pazze storie di Dick Van Dyke
- Primetime Emmy Awards
  - 1964 - Migliore interpretazione maschile - The Dick Van Dyke Show
  - 1966 - Migliore attore protagonista in una serie commedia - The Dick Van Dyke Show

## Doppiatori italiani
Nelle versioni in italiano delle opere in cui ha recitato, Dick Van Dyke è stato doppiato da:
- Cesare Barbetti ne La signora e i suoi mariti, L'incredibile furto di Mr. Girasole, Citty Citty Bang Bang[3]
- Pietro Biondi in Diagnosi di un delitto, Un detective in corsia, Una fantastica e incredibile giornata da dimenticare
- Giuseppe Rinaldi in Ciao, ciao Birdie, Divorzio all'americana
- Oreste Lionello in Mary Poppins, Il comandante Robin Crusoe
- Vittorio Di Prima in Le pazze storie di Dick Van Dyke, Sabrina, vita da strega
- Carlo Reali in The Middle, Il ritorno di Mary Poppins
- Gianfranco Bellini in L'arte di amare
- Pino Locchi in Ladri sprint
- Marcello Tusco in Colombo
- Carlo Sabatini in Cuori senza età
- Dario Penne in Matlock (ep. 1x02)
- Sandro Iovino in Matlock (ep. 4x18)
- Gianni Marzocchi in Dick Tracy
- Michele Kalamera in Scrubs - Medici ai primi ferri
- Glauco Onorato in Una notte al museo
- Luciano De Ambrosis in Lezioni di giallo
- Bruno Alessandro in Notte al museo - Il segreto del faraone

Da doppiatore è sostituito da:
- Sergio Graziani in Curioso come George
- Mino Caprio ne La casa di Topolino